# چانگ ریول
چانگ ریول (کره‌ای: 장률؛ زادهٔ ۱۴ فوریه ۱۹۸۹) بازیگر اهل کره جنوبی است. او در سال ۲۰۲۱ با ایفای نقش در مجموعه تلویزیونی نام من به شهرت رسید.

## فیلم‌شناسی

### فیلم
| سال  | عنوان                       | نقش                   | منابع |
| ---- | --------------------------- | --------------------- | ----- |
| ۲۰۱۶ | استاد                       | کارمند شرکت وان نتورک |       |
| ۲۰۱۸ | کارآگاه کی: راز مردگان زنده | چوی جه کیونگ          |       |
| ۲۰۱۹ | جو پیل هو: خشم سپیده‌دم      | حضور افتخاری          |       |
| ۲۰۲۱ | بدون قاب                    | حضور افتخاری          |       |

### مجموعه تلویزیونی
| سال  | عنوان                           | نقش           | توضیحات        | منابع                |
| ---- | ------------------------------- | ------------- | -------------- | -------------------- |
| ۲۰۱۸ | آجوشی من                        |               | قسمت ۵–۶       |                      |
| ۲۰۱۸ | وکیل بی‌قانون                    | کارآگاه       | قسمت ۴–۵       |                      |
| ۲۰۱۸ | ماجرایی زیر باران               |               |                |                      |
| ۲۰۱۹ | خنده در وایکیکی ۲               |               |                |                      |
| ۲۰۱۹ | سرگذشت آسدال                    | آسا یون       |                | [ ۷ ]                |
| ۲۰۱۹ | بوتیک سری                       | لی جو هو      |                |                      |
| ۲۰۱۹ | درامای ویژه کی‌بی‌اس: «Wreck Car» | کیم دو هون    | فصل ۱۰، قسمت ۱ | [ ۸ ] [ ۹ ]          |
| ۲۰۲۰ | قطار                            | پارک ته کیونگ | قسمت ۱، ۹      | [ ۱۰ ]               |
| ۲۰۲۰ | غریبه ۲                         | یو جونگ اوه   |                |                      |
| ۲۰۲۱ | نام من                          | دو گانگ جه    |                | [ ۱۱ ] [ ۱۲ ]        |
| ۲۰۲۲ | جان‌بها                          | گو گوک ریول   |                | [ ۱۳ ] [ ۱۴ ]        |
| ۲۰۲۲ | قاشق طلایی                      | سو جون ته     |                | [ ۱۵ ] [ ۱۶ ]        |
| ۲۰۲۳ | دوز روزانه آفتاب                | هوانگ یو هوان |                | [ ۱۷ ] [ ۱۸ ] [ ۱۹ ] |
| ۲۰۲۴ | رسوایی چون‌هوا                   | چوی هوان      |                | [ ۲۰ ]               |